# Рготина
Рготина — деревня в восточной Сербии, недалеко от города Зайечар, где 15 сентября 1944 года состоялась встреча коменданта 14-го корпуса НОВ Югославии генерала Радивоя Йовановича Брадоньи и главнокомандующего Третьего Украинского фронта, маршала Советского Союза Фёдора Ивановича Толбухина. На этой встрече был разработан план освобождения Белграда от немецких войск.